# Valea Mică (gmina Roșiori)
Valea Mică – wieś w Rumunii, w okręgu Bacău, w gminie Roșiori. W 2011 roku liczyła 61 mieszkańców.